# Jungle River
Jungle River is een boomstamattractie in het Nederlandse attractiepark Familiepark Drievliet. De attractie is gebouwd door Reverchon en geopend in 1997.
Bezoekers dienen in een "boomstam", waar voor maximaal vier bezoekers plaats is, plaats te nemen. Deze boomstam wordt over een traject van 225 meter tot tweemaal toe opgetakeld met een lopende band, waarna na elke optakeling een afdaling volgt. De eerste afdaling is 7 meter hoog. De tweede afdaling is de hoogste van de twee en heeft een hoogte van 12 meter. Direct na de tweede afdaling wordt een foto genomen van de bezoekers die men bij de uitgang kan kopen.

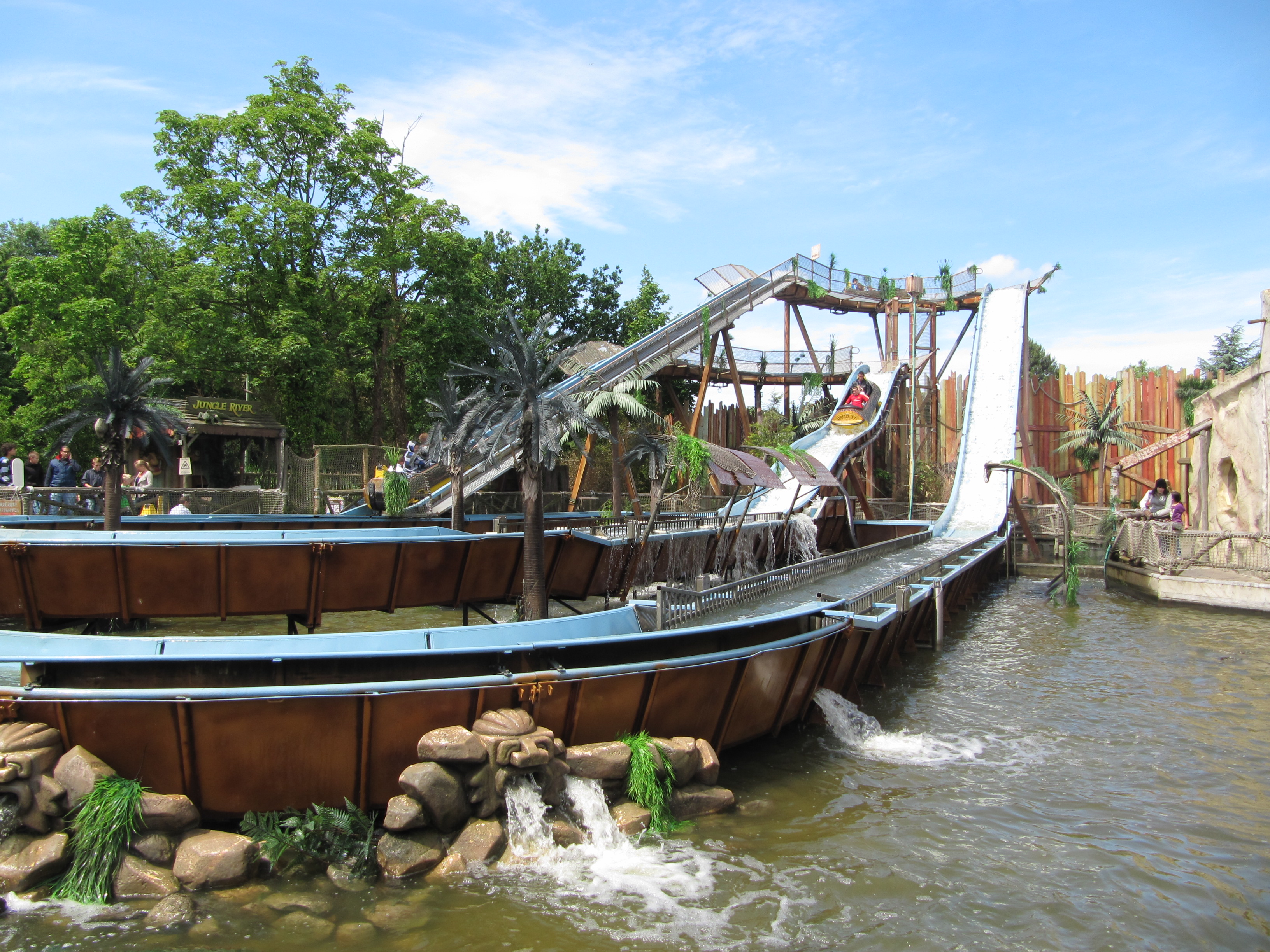
Overzichtsfoto van Jungle River

Afbeeldingen · Lijst van attracties